# Рогинцы (Роменский район)
Рогинцы (укр. Рогинці) — село,
Рогинский сельский совет,
Роменский район,
Сумская область,
Украина.
Код КОАТУУ — 5924188501. Население по переписи 2001 года составляло 1334 человека .
Является административным центром Рогинского сельского совета, в который, кроме того, входят сёла
Ведмежье и
Авраменково.

## Географическое положение
Село Рогинцы находится на левом берегу реки Ромен,
выше по течению на расстоянии в 2,5 км расположено село Ведмежье,
ниже по течению на расстоянии в 3 км расположено село Калиновка,
на противоположном берегу — сёла Мокиевка и Вьюнное.
По селу протекает пересыхающий ручей с запрудой.

## История
- Поблизости села Рогинцы найдено сокровище из римских монет (II в. до н.э.).
- встречается на карте частей Киевского, Черниговского и других наместничеств 1787 года как село с церковью
- в ЦИАУ в г. Киеве имеется Исповедная книга за 1749 год

## Экономика
- Молочно-товарная ферма.
- ООО «Рогинцы».
- ООО «им. Петровского».

## Объекты социальной сферы
- Библиотека.

## Религия
- Свято-Георгиевский храм.

## Известные люди
- Яременко Василий Сергеевич (1895—1976) — украинский советский актёр, народный артист СССР, родился в селе Рогинцы.